# Aqyn
Akyns o aqyns (Kazakh: ақын, pronunciat [ɑˈqən]; Kirguís: акын, pronunciat [ɑˈqɯn]; en ambdós casos transcrit com aqın o اقىن) eren poetes i cantants en la cultura Kazakh i Kirguisa. A diferència dels zhirau o manaschi, aquests no interpretaven cançons ni eren narradors d'èpica.
En els aytysh, els aqyns improvisaven un tipus de cançó recitada, normalment acompanyada de l'ús de la dombra (en el cas dels kazakhs) o una kopuz (en el cas dels kirguís). En el context de la vida nòmada i analfabeta que vivia gran part de la població rural a l'Àsia central abans de l'era presoviètica, els aqyns jugaven un paper molt important a l'hora d'expressar els sentiments i idees de la gent, relatant la realitat social, i també glorificant herois. Durant l'era soviètica dins del seu repertori incloïen cançons alabant a Lenin.